# Portada/efemèride octubre 15
Portada del manifest del Surrealisme, il·lustrat per Robert Delaunay.
« 14 d'octubre · 15 d'octubre · 16 d'octubre »